# Drakh
Un Drakh este un membru al unei rase extraterestre fictive din universul SF Babylon 5. Rasa Drakh a servit ca slujitori întunecați ai Primilor cunoscuți sub numele de Umbre. Au apărut în al patrulea și al cincilea sezon din Babylon 5, precum și în filmul de televiziune, A Call to Arms. Drakh este o rasă nemiloasă, malefică, care devine o adversară proeminentă a Alianței Interstelare în urma încheierii Războiului Umbrelor din 2261. Înarmați cu tehnologia lăsată în urmă de stăpânii lor Umbrele, membrii Drakh sunt hotărâți să-și asume rolul vacant și, odată cu ajutorul altor foști aliați ai Umbrelor, să ajungă la stăpânirea întregii galaxii. 

## Biologie
Un Drakh are aspect reptilian, cu o structură bogată în sisteme grele endo și exo-scheletice. Drakh are pielea solzoasă, cu aspect gri-închis sau verde.